# Когалы (Актюбинская область)
Когалы (каз. Қоғалы) — село в Хобдинском районе Актюбинской области Казахстана. Входит в состав Согалинского сельского округа. Код КАТО — 154263200.

## Население
В 1999 году население села составляло 270 человек (141 мужчина и 129 женщин). По данным переписи 2009 года, в селе проживал 231 человек (119 мужчин и 112 женщин).